# Bentumersiel
Bentumersiel ist ein Wohnplatz in Holtgaste, einem Ortsteil der Gemeinde Jemgum. Bentumersiel liegt in der Nähe der Emsmündung am Westufer des Flusses an der Straße zwischen Soltborg und Jemgum. Der Wohnplatz wurde dort auf dem leicht erhöhten Uferwall in der Flussmarsch des Rheiderlands errichtet.
In unmittelbarer Nähe befindet sich der Fundplatz Bentumersiel, der als einer der wenigen Fundstellen mit römischen Militaria im norddeutschen Raum gilt. Die Ergebnisse verschiedener Grabungskampagnen legen nahe, dass Bentumersiel um die Zeitenwende möglicherweise als Nachschubhafen der römischen Flotte und römischen Feldherren als Versorgungsstützpunkt diente. Eindeutige Belege dafür, dass in Bentumersiel ein römisches Militärlager bestand, gibt es aber nicht. Der Fundplatz Bentumersiel war eine germanische Siedlung. Aufgrund der Funde von Keramik und einigen Bronzegegenständen vermutet das Niedersächsische Institut für historische Küstenforschung, dass die Besiedelung des Ortes bereits im 3. oder 2. Jahrhundert v. Chr. begann. Spätestens ist die Siedlung im 1. Jahrhundert v. Chr. gegründet worden. 2006 wurde dort die Dame von Bentumersiel entdeckt. Dabei handelt es sich um einen im Block geborgenen Grabfund aus der Zeit um 300 n. Chr. Er hat nichts mit den frühkaiserzeitlichen römischen Funden aus der Siedlung zu tun. Das Grab gilt als ein Beleg für die soziale Differenzierung der Germanen an der unteren Ems.
Die älteste Nennung des heutigen Ortes wird auf das 10. Jahrhundert datiert. Damals wurde der Ort in den Werdener Urbaren wohl gemeinsam mit Böhmerwold als „Beddinghem“ genannt. Spätere Bezeichnungen sind „Bentmer Syhl“ (1823) oder „Bedmer Syhl“. Das älteste Siel des Ortes war ein Holzsiel, welches das Bentumertief und über dieses eine Fläche von 1255 Hektar entwässerte. 1753 wurde es auf Befehl von Friedrich II. durch ein Steinsiel ersetzt. Von 1798 bis 1981 gab es in Bentumersiel eine Ziegelei. Zu Beginn des 19. Jahrhunderts bestand Bentumersiel aus drei Häusern, in denen 13 Einwohner lebten. 1964 wurde das Siel geschlossen.